# CRIMEZONE -クリム・ゾン-
『CRIMEZONE -クリム・ゾン-』は、原作：山本賢治、作画：刻夜セイゴによる日本の漫画作品。『月刊ドラゴンエイジ』（富士見書房）にて2011年6月号から2013年8月号まで連載。

## 登場人物
油屋 史郎（あぶらや しろう）

一乗寺 依架流（いちじょうじ えかる）

久世 絢瀬（くぜ あやせ）

伏 未夏（ふし みなつ）

## 書誌情報
- 原作：山本賢治、作画：刻夜セイゴ 『CRIMEZONE -クリム・ゾン-』 富士見書房 〈ドラゴンコミックスエイジ〉、全5巻
  1. 2012年1月7日発売 ISBN 978-4-04-712771-5
  2. 2012年3月8日発売 ISBN 978-4-04-712784-5
  3. 2012年8月8日発売 ISBN 978-4-04-712812-5
  4. 2013年1月9日発売 ISBN 978-4-04-712850-7
  5. 2013年9月6日発売 ISBN 978-4-04-712899-6